# Gustav Morgenstern

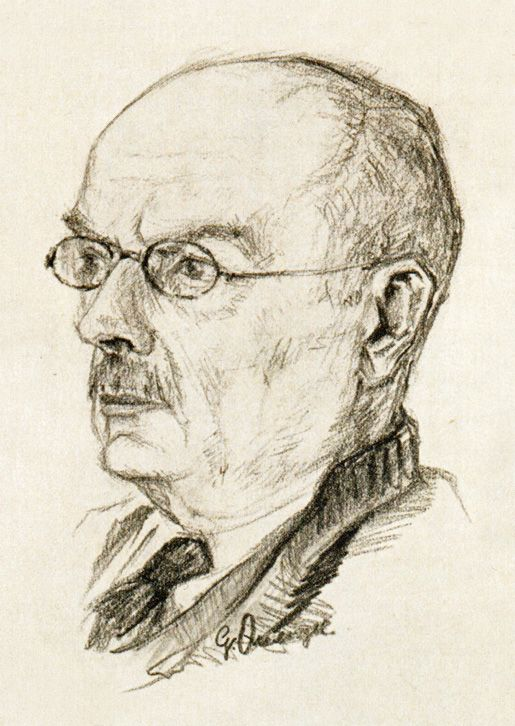
Gustav Morgenstern (um 1930)

Gustav Morgenstern (geboren 4. Oktober 1867 in Pausa; gestorben 1947 in Leipzig) war ein deutscher Skandinavist, Journalist und Übersetzer.

## Leben
Gustav Morgenstern war der Sohn eines Apothekers. Er besuchte das Königliche Gymnasium in Leipzig. Er studierte Philologie an der Universität Leipzig und promovierte dort 1890  mit Oddr Fagrskinna Snorre. Beiträge zur altnordischen Literaturgeschichte zum Dr. phil.
Gustav Morgenstern war Theaterkritiker der Münchener Post und  1896 Nachfolger von Edgar Steiger als Feuilletonredakteur der Leipziger Volkszeitung (LVZ). Er blieb nur ein Jahr und wechselte zur Sächsischen Arbeiterzeitung nach Dresden. Nach dem Tod von Bruno Schönlank wurde er wieder Feuilletonredakteur der LVZ.
Rosa Luxemburg urteilte über Morgenstern in einem Brief: „Wenn Sie wüßten, was dieser Dr. Morgenstern im Privatverkehr für ein abgeschmackter trockner Kauz! Aber seinen psychologischen Scharfsinn wünsche ich mir bei dem Schöpfer des deutschen Essay“.
Ab August 1918 leitete er das Feuilleton der Freien Presse. Vom Sommersemester 1918 bis zum Wintersemester 1922/23 wirkte er als Lehrbeauftragter am Institut für Zeitungskunde der Leipziger Universität und unterrichtete das Fach Feuilleton. Nach 1922 wirkte er als Verwalter der städtischen Volksbibliotheken in Leipzig.
Gustav Morgenstern veröffentlichte zahlreiche Übersetzungen aus dem Norwegischen, Schwedischen und Dänischen, darunter Werke von Henrik Ibsen.
Er starb 1947 in Leipzig als Bibliothekar.

## Werke
- Oddr Fagrskinna Snorre. Beiträge zur altnordischen Literaturgeschichte. Emil Gräfe, Leipzig 1890. (Zugleich Leipzig, Univ., Diss., 1890) Digitalisat
- Henrik Ibsen: Stützen der Gesellschaft. Schauspiel in vier Akten.  Deutsch von Gustav Morgenstern. Bibliographisches Institut, Leipzig 1890. (=Meyers Volksbücher)
- Henrik Ibsen: Die Wildente. Schauspiel in fünf Akten. Deutsch von Gustav Morgenstern. Bibliographisches Institut, Leipzig 1891. (=Meyers Volksbücher Band 770/771)
- Henrik Ibsen: Ein Volksfeind. Schauspiel in fünf Aufzügen. Deutsch von Gustav Morgenstern. Bibliographisches Institut, Leipzig 1891. (=Meyers Volksbücher Band 918/919)
- Henrik Ibsen: Gespenster. Ein Familiendrama in 3 Akten. Deutsch von Gustav Morgenstern. Bibliographisches Institut, Leipzig 1893 (Meyers Volksbücher Band 945/946)
- Arnamagnæanische Fragmente. (Cod. AM. 655 4to III-VIII, 238 fol. II, 921 4to IV 1. 2). Ein Supplement zu den Heilagra Manna Sögur. Nach den Handschriften. hrsg. von Gustav Morgenstern. Emil Gräfe, Leipzig 1893.
- Gunnar Heiberg: Das große Los. Schauspiel in fünf Akten. Einzig berechtigte, vom Verfasser durchgesehene deutsche Ausgabe von Gustav Morgenstern. Emil Gräfe, Leipzig 1896.
- Hans Aanrud: Der Storch. Komödie in 3 Akten. Einzig berechtigte, vom Verfasser durchgesehene deutsche Ausgabe von Gustav Morgenstern. Emil Gräfe, Leipzig 1896.
- Ein Kapitel aus Hans Jägers Christianibohême. Übersetzt und eingeleitet von Gustav Morgenstern. In: Zürcher Diskußjonen, Zürich 1897, Nr. 2, S. 1–7.
- Karl August Tavaststjerna: Der kleine Karl. Gustav Bondi, Leipzig 1898. (=Skandinavische Bibliothek Band 2)
- Gustaf  Geijerstam: Ivar Lyth. Die Geschichte eines Unglücklichen. Roman. Deutsch von Gustav Morgenstern. Georg Bondi, Berlin, 1898. (=Skandinavische Bibliothek Band 3)
- Hrsg.: Die Hütte. Zeitschrift für das Volk und seine Jugend. Hermann Wallfisch, Dresden 1902/1903.[6][7]
- Leipziger Theater-Not. Haupt & Hammon, Leipzig 1910.
- Karl Ewalds ausgewählte Märchen. 4. Aufl., Verlag der Leipziger Buchdruckerei, Leipzig 1911.
- Bernhard Kahle: Henrik Ibsen, Björnstjerne Björnson und ihre Zeitgenossen. Vorrede von Gustav Morgenstern. 2. Aufl., B. G. Teubner Leipzig,  Berlin 1913 (=Aus Natur und Geisteswelt. Band 193)
- Johan Skjoldborg: Das neue Geschlecht. Roman. Übersetzt aus dem Dänischen von Gustav Morgenstern. Quelle & Meyer, Leipzig 1919.
- Martin Andersen Nexö: Die Leute auf Dangaard. Drama in 3 Akten. Übersetzung aus dem Dänischen. Albert Langen, München 1919.
- Bilder und Geschichten. Philipp Reclam jun., Leipzig 1921 (=Reclams Universal-Bibliothek Nr. 6226)
- Birger Sjöberg: Das gesprengte Quartett. Roman. Einzig berechtigte, vom Verfasser durchgesehene deutsche Ausgabe von Gustav Morgenstern.  Grethlein & Co., Leipzig und Zürich 1925.
- Johannes Anker Larsen: Der Garten des Paradieses. Zwei Sonntagsgeschichten. Deutsch von Gustav Morgenstern. Grethlein & Co., Leipzig 1927.
- Nordahl Grieg: Und das Schiff geht weiter. Roman. Einzig autorisierte Übersetzung aus dem Norwegischen von Gustav Morgenstern. Grethlein & Co., Leipzig 1927.
- Gerhard Gran: Henrik Ibsen. Der Mann und sein Werk. Aus dem Norwegischen übertragen von Gustav Morgenstern. Brockhaus, Leipzig 1928.
- Carl Gustav Grimberg; Weltgeschichte. Leben und Kultur der Völker. Für Deutschland bearb. von Fritz Eberhardt. Übertragen von Gustav Morgenstern. 3 Bände. Voigtlander, Leipzig 1929–1930.
- Fredrik Böök: Sommerspuk. Roman. Aus dem Schwedischen von Gustav Morgenstern. Vieweg, Braunschweig 1938.
- Johannes Buchholtz: Gute, kleine Stadt. Roman. Aus dem Dänischen übertragen von Gustav Morgenstern. J.G. Cotta’sche Buchhandlung Nachfolger, Stuttgart 1939.
- Johannes Buchholtz: Dr. Malthes Haus. Roman.  Aus dem Dänischen übertragen von Gustav Morgenstern. J.G. Cotta’sche Buchhandlung Nachfolger, Stuttgart 1940.

## Briefe
- Es sind 45 Briefe von Gustav Morgenstern an Oskar Panizza überliefert. Digitalisat
- Es sind 39 Briefe von Gustav Morgenstern an Wilhelm Streitberg in der Universitäts Bibliothek Leipzig überliefert.